# Restaurering av Medeltidsstaden i Oslo

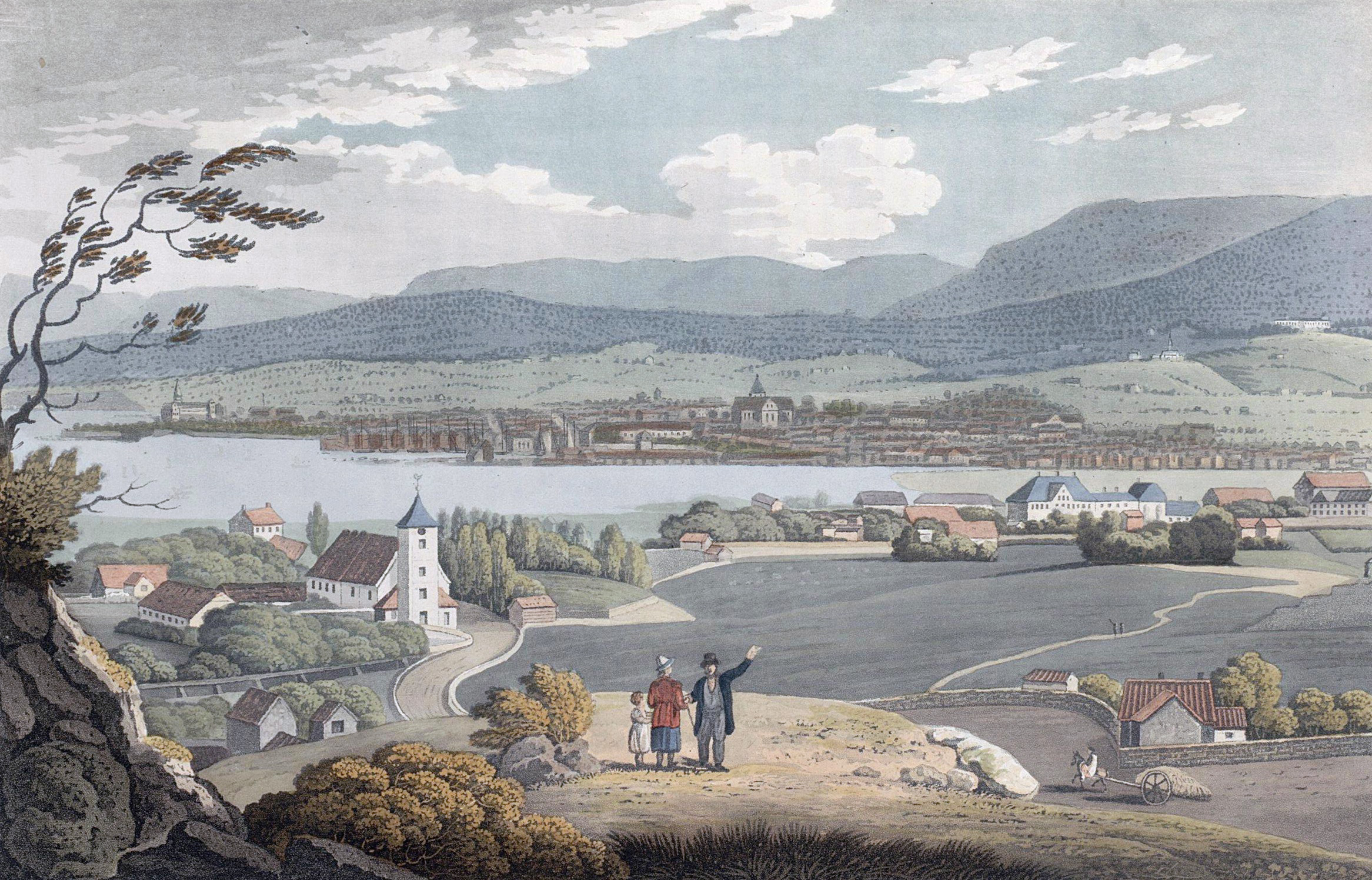
Medeltidsstaden Oslo, omkring 1800, målad av John William Edy (1760–1820). Motivet är sett från Ekeberg. Oslo ladegård syns till höger i bilden.

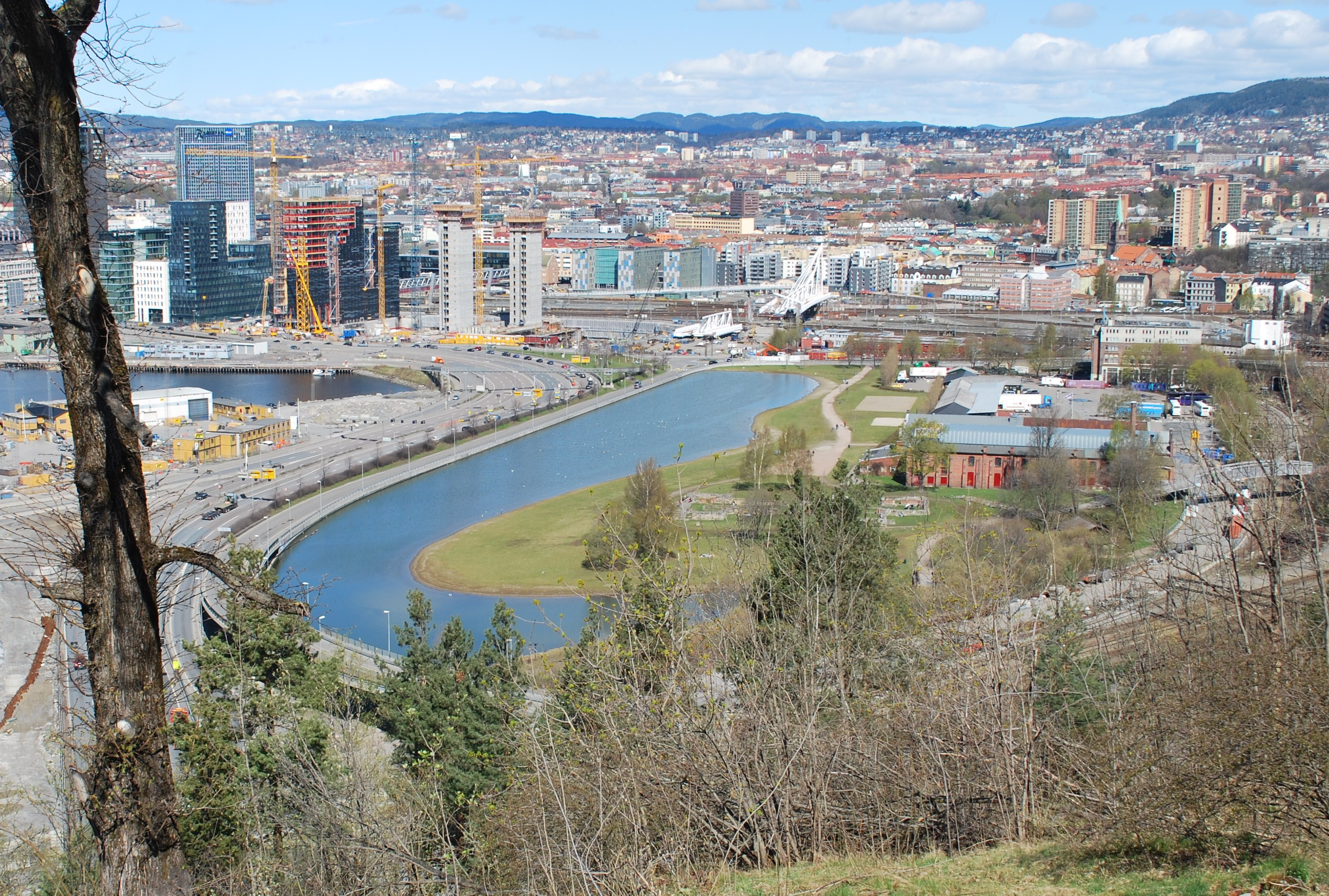
Den år 2000 invigda Middelalderparken, som motsvarar Medeltidsstadens södra del kring Kongsgården, 2010

Restaureringen av Medeltidsstaden i Oslo berör det dåvarande Oslo ett antal kilometer öster om centrum i dagens norska huvudstad.

## Historia

### Bakgrund
Oslo byggdes upp vid havet på en strandslätt vid Bjørvika längst in i Oslofjorden mellan Alnaelva och Hovinbekken. Staden började uppföras omkring år 1000 och utvecklade sig genom medeltiden till ett politiskt maktcentrum i landet. Utvecklingen skedde med många bakslag genom storbränder, fram till 1624, då staden för sista gången brann ned i stadsbranden i Oslo 1624. Efter denna brand återuppfördes inte stadens byggnader på sina gamla murar, utan kung Kristian IV av Danmark-Norge tvingade stadsborna att flytta staden till en ny plats några kilometer västerut på andra sidan Akerselva, omedelbart norr om Akershus fästning. Oslos biskop blev kvar i den oskadade Oslo bispegård, och domkyrkan Hallvardskatedralen utnyttjades också några år innan den lämnades att helt förfalla, men i övrigt transformerades det gamla stadsområdet till jordbruksmark. Sten från de fåtaliga stenbyggnaderna (kyrkorna, Oslo bispeborg, och det två klostren), återanvändes framför allt i Akershus fästning.
Förändringarna av det tidigare Oslo-området var ganska få under de närmast följande dryga två århundradena. Under 1700-talet fanns fortfarande endast spridd bebyggelse i området. Fram till andra hälften av 1800-talet tillkom också bara enstaka nya byggnader, till exempel på platsen för det tidigare Franciskanklostret vid Geitabru, som under medeltiden legat omedelbart utanför stadsbebyggelsen. Där hade på 1700-talet uppfördes församlingskyrkan Gamlebyen kirke på platsen för den tidigare klosterkyrkan och byggnader för det bredvidliggande sjukhuset Oslo Hospital från 1600-talet. 
Under industrialismens tid under andra hälften exploaterades området genom en stor utbyggnad av Oslo hamn i Bjørvika och järnvägsspår och anläggningar för järnvägar, samt mot slutet av 1800-talet en omfattande utbyggnad av flerbostadskvarter av stadskaraktär. Denna utveckling underlättades av att Akers kommun inkorporerades i Oslo stad i etapper. En av Oslos första spårvägslinjer drogs till det gamla Oslo och genom dess nygamla huvudaxel i nord-sydlig riktning, Oslo gate. Slutstationen var först Sankt Halvards plass, senare Oslo Hospital. Denna spårvägslinje förlängdes senare söderut genom Ekebergslinjen.
Under denna långa period var Medeltidsstaden Oslo mer eller mindre bortglömt i det allmänna medvetandet. Så gott som inga fysiska rester var synliga, och den tidiga staden låg på jordbruksmark under djupa kulturlager.
Under andra hälften av 1800-talet och långt in på 1900-talet vävdes området för Medeltidsstaden in ett myller av infrastrukturanläggningar för järnvägstransporter och hamnar samt efterhand under 1900-talet av större och större genomfartsstråk för motorfordon. Få hänsyn togs till möjlig förstörelse av kulturarv. Under slutet av 1800-talet drogs Bispegatan tvärs över Hallvardskyrkans tidigare kyrkogård, och senare vidgades gatan till en fyrfilig utfartsväg från stadens centrum österut genom att ett stort betonglock lades över delar av den utgrävda ruinen efter Hallvardskirken och dess kyrkogård. Så sent som på 1960-talet drogs en annan utfartsled med fyra körfiler för Europaväg E18 genom det tidigare södra stadsområdet med tillfarten på Loenga bru på pelare över Clemenskirkens ruinområde.
Anläggandet av Smålensbanan över Sørenga föranledde de första arkeologiska utgrävningarna i Medeltidsstaden 1877–1878, vilka leddes av järnvägsarkitekten Peter Blix, och som berörde platsen för Nikolaikirken. Åren 1922–1923 genomfördes de första större systematiska utgrävningarna av Hallvardskatedralen under ledning av Gerhard Fischer.

### Restaureringsprojekt
Med början i slutet av 1920-talet har kulturarvssynen ändrats och ett långvarigt, och ännu pågående, arbete påbörjats för att kunna ta tillvara och förevisa spåren efter Medeltidsstaden. År 1932 invigdes Minneparken i ett stort område mellan Bispegate, Oslo gate, Arups gate och Egedes gate.
Stora infrastukturprojekt med väg- och järnvägstunnlar under slutet av 1900-talet och början av har frigjort stora markytor. I och med Ekebergstunnelns färdigställande kunde Alnabru rivas och med det senare Folloprosjektet har Östfoldbanen täckts över.
Vid Oslos 1000-årsjubileum år 2000 kunde Middelalderparken invigas i södra delen av Medeltidsstadens område. För denna har också en vattenspegel skapats, med markering av Bjørvikastrandlinjen från medeltiden.

## Framgrävda ruiner i urval
- Hallvardskatedralen
- Olavsklostret
- Clemenskirken
- Mariakirken
- Korskirken
- Kongsgården